# Prilocaina
La prilocaina è un anestetico locale di tipo amminoamidico, sintetizzato per la prima volta da Claes Tegner e Nils Löfgren. 
Viene utilizzato in odontoiatria nella sua forma iniettabile e in vari tipi di chirurgia nella formulazione intratecale per anestesia spinale.
In combinazione con lidocaina viene utilizzato per via topica, sia in forma di crema per anestesia dermica, sia in forma di spray per il trattamento dell’eiaculazione precoce.
Grazie alla bassa tossicità cardiaca, è spesso utilizzato per l’anestesia regionale intravenosa.

## Controindicazioni
Le principali controindicazioni si riferiscono all’uso sistemico, e non all’uso topico. In alcuni pazienti, l’orto-toluidina, un metabolita della prilocaina, può causare metaemoglobinemia, che può essere trattata con blu di metilene. La prilocaina può inoltre essere controindicata in persone con anemia falciforme, anemia o ipossia sintomatica. Pazienti con deficienza pseudocolinesterasica possono avere difficoltà nel metabolizzare questo anestetico.

## Combinazioni
La prilocaina viene utilizzata in combinazione con un vasocostrittore, l’epinefrina, in ambito odontoiatrico. In combinazione eutettica con lidocaina è indicata come anestetico locale, sia in forma di crema (ad esempio come anestetico da utilizzare prima di un tatuaggio) che sia in forma di spray per l’eiaculazione precoce.